# 3521 Comrie
3521 Comrie је астероид главног астероидног појаса чија средња удаљеност од Сунца износи 2,262 астрономских јединица (АЈ).
Апсолутна магнитуда астероида је 14,4.